# Salix berberifolia
Salix berberifolia ist ein kissenförmiger Strauch aus der Gattung der Weiden (Salix) mit bräunlichen Zweigen und 0,5 bis 2 Zentimeter langen Blattspreiten. Das natürliche Verbreitungsgebiet der Art liegt in Sibirien, der Mongolei und in Tibet.

## Beschreibung
Salix berberifolia bildet kissenförmige Sträucher. Die Zweige sind bräunlich und kahl. Die Laubblätter sind in Blattstiel und Blattspreite unterteilt. Die Blattspreite ist ledrig, glänzend, 0,5 bis 2 Zentimeter lang und 0,4 bis 1 Zentimeter breit, elliptisch oder verkehrt-eiförmig, mit spitzer oder stumpfer Spitze, gerundet-keilförmiger oder keilförmiger Basis und scharf gesägtem Blattrand.
Als männliche Blütenstände werde dichtblütige Kätzchen auf ein bis 2 Zentimeter langen, beblätterten Stielen gebildet. Die Tragblätter sind matt braun, verkehrt eiförmig und dicht zottig behaart. Die männlichen Blüten haben zwei Staubblätter, die Staubbeutel sind gelb. Weibliche Blütenstände sind etwa 2 Zentimeter lang. Weibliche Blüten haben einen zylindrischen, kurz gestielten Fruchtknoten mit einer zweispaltigen Narbe. Als Früchte werden bräunliche, kahle Kapseln gebildet. Salix berberifolia blüht mit oder nach dem Blattaustrieb von Juni bis Juli.
Die Chromosomenzahl beträgt 2n = 38.

## Vorkommen und Standortansprüche
Das natürliche Verbreitungsgebiet liegt in der alpinen Tundra im Süden Sibiriens, im Norden der Mongolei und in Tibet, wo sie in Höhen von 2700 bis 2800 Metern vorkommt.

## Systematik
Salix berberifolia ist eine Art aus der Gattung der Weiden (Salix) in der Familie der Weidengewächse (Salicaceae). Dort wird sie der Sektion Myrtosalix zugeordnet. Sie wurde 1776 von Peter Simon Pallas erstmals wissenschaftlich beschrieben. Der Gattungsname Salix stammt aus dem Lateinischen und wurde schon von den Römern für verschiedene Weidenarten verwendet.

## Nachweise